# Лоуди
Лоуди́ (кит. упр. 娄底, пиньинь Lóudǐ) — городской округ в провинции Хунань КНР.

## История
После образования КНР восточная часть этих мест вошла в состав Специального района Иян (益阳专区), а западная — в состав Специального района Шаоян (邵阳专区).
16 февраля 1952 года в Специальном районе Шаоян на стыке уездов Аньхуа, Шаоян, Сянсян и Синьхуа был образован новый уезд Ланьтянь (蓝田县), на стыке уездов Шаоян и Синьхуа был образован новый уезд Синьшао, кроме того из уезда Шаоян был выделен уезд Шаодун; в Специальном районе Иян юго-западная часть уезда Сянсян была выделена в отдельный уезд Шуанфэн.
15 июля 1952 года уезд Ланьтянь был переименован в Ляньюань (涟源县).
13 ноября 1952 года был расформирован Специальный район Иян, и уезд Шуанфэн перешёл в состав Специального района Шаоян.
9 июля 1961 года урбанизированная часть уезда Синьхуа была выделена в отдельный город Лэнцзян (冷江市), а урбанизированная часть уезда Ляньюань — в отдельный город Лоуди (娄底市), но 20 октября 1962 года это решение было отменено, и территории вернулись в состав соответствующих уездов.
10 октября 1969 года урбанизированная часть уезда Синьхуа была выделена в городской уезд Лэншуйцзян.
В 1970 году Специальный район Шаоян был переименован в Округ Шаоян (邵阳地区).
Постановлением Госсовета КНР от 29 сентября 1977 года городской уезд Лэншуйцзян и уезды Ляньюань, Шуанфэн, Шаодун, Синьшао и Синьхуа были выделены из Округа Шаоян, образовав отдельный Округ Ляньюань (涟源地区); власти нового округа разместились в посёлке Ланьтянь уезда Ляньюань. В 1978 году власти округа Ляньюань переехали в посёлок Лоуди того же уезда. В июле 1980 года посёлок Лоуди с окрестностями был выделен из уезда Ляньюань в отдельный городской уезд Лоуди.
Постановлением Госсовета КНР от 11 декабря 1982 года Округ Ляньюань был переименован в Округ Лоуди (娄底地区).
В июле 1983 года уезды Шаодун и Синьшао были переданы в состав городского округа Шаоян.
10 июня 1987 года уезд Ляньюань был преобразован в городской уезд.
Постановлением Госсовета КНР от 20 января 1999 года были расформированы округ Лоуди и городской уезд Лоуди, и образован городской округ Лоуди; территория бывшего городского уезда Лоуди стала районом Лоусин в его составе.

## Административно-территориальное деление
Городской округ Лоуди делится на 1 район, 2 городских уезда, 2 уезда:
| Карта                                      | Карта      | Карта     | Карта             | Карта            | Карта         |
| ------------------------------------------ | ---------- | --------- | ----------------- | ---------------- | ------------- |
| Лоусин Ляньюань Лэншуйцзян Шуанфэн Синьхуа |            |           |                   |                  |               |
| Статус                                     | Название   | Иероглифы | Пиньинь           | Население (2010) | Площадь (км²) |
| Район                                      | Лоусин     | 娄星区    | Lóuxīng qū        |                  |               |
| Городской уезд                             | Лэншуйцзян | 冷水江市  | Lěngshuǐjiāng shì |                  |               |
| Городской уезд                             | Ляньюань   | 涟源市    | Liányuán shì      |                  |               |
| Уезд                                       | Шуанфэн    | 双峰县    | Shuāngfēng xiàn   |                  |               |
| Уезд                                       | Синьхуа    | 新化县    | Xīnhuà xiàn       |                  |               |